# The String Quartet
The String Quartet är en stråkkvartett som leds av Todd Mark Rubenstein, och som gör hyllningar genom att tolka olika artisters album, oftast not för not. De använder många olika instrument men håller sig mest till fiol och cello. Genom åren har de släppt över 185 album. De har satt en klassisk prägel på praktiskt taget alla genrer av musik, som rock, pop, punk, techno, hardcore, emo, country, metal och rap.

## Diskografi

### Album
- An Evening with Diablo: A String Tribute to Chevelle
- Anthem: The String Quartet Tribute to Good Charlotte
- Anatomica: The String Quartet Tribute to Tool
- Are You Breathing: The String Quartet to Disturbed
- Arteries Untold: The String Quartet Tribute to Hawthorne Heights
- Back In Baroque: The String Tribute to AC/DC
- Baroque Tribute to Rush
- Baroque Tribute to Led Zeppelin
- Break Stuff: The String Quartet Tribute to Limp Bizkit
- Chamber Made: The Baroque Tribute to Tool
- Come On And Kick Me! The String Quartet Tribute to Weezer
- Count Me In: The String Quartet Tribute to Bon Jovi
- Dad Get Me Out Of This! The String Quartet Tribute to Warren Zevon
- Decadence & Vanity: The String Quartet Tribute to Oasis
- Dreams: The String Quartet Tribute to Enya Vol. 2
- Enigmatic: The String Quartet Tribute to Radiohead
- Evil You Dread: The String Quartet Tribute to Slayer
- Exit Stage Right: The String Tribute to Rush
- Funeral: The String Quartet Tribute to My Chemical Romance
- Heavier Strings: A String Quartet Tribute to John Mayer’s ‘Heavier Things’
- Hometown: The String Quartet Tribute to Bruce Springsteen
- Hurt Inside: A String Quartet Tribute to Korn
- Ice: The String Tribute to Björk
- In the Chamber: The String Quartet Tribute to AFI
- In The Chamber with Linkin Park: The String Quartet Tribute
- In The Chamber with Mudvayne: The String Quartet Tribute
- In The Chamber with Staind: The String Quartet Tribute
- Leave Nothing Behind: Strung Out on Hoobastank - The String Quartet Tribute
- Metamorphic: The String Quartet Tribute to Tool Vol. 2
- More Bricks: The String Quartet Tribute to Pink Floyd's The Wall
- New Skin: The String Quartet Tribute to Incubus Vol. 2
- Oceans: The String Quartet Tribute to Enya
- Olympus: The String Quartet Tribute to Yanni
- Precious Things: The String Quartet Tribute to Tori Amos
- Resident Adolescence: The String Quartet Tribute to the Foo Fighters
- Restrung: The String Quartet Tribute to The Matrix
- Revolution: The String Quartet Tribute to P.O.D.
- Rumours: The String Quartet Tribute to Fleetwood Mac
- Rusted Moon: The String Quartet Tribute to Neil Young
- Say Your Prayers Little One: The String Quartet Tribute to Metallica
- Shape and Colour of My Heart: The String Quartet Tribute to Foo Fighters
- Someday: The String Quartet Tribute to Nickelback
- Songs You Have Come To Love The Most: A String Quartet Tribute to Dashboard Confessional
- Still Strung Out On U2: The String Quartet Vol. 2
- String Quartet Tribute to Audioslave (Re-Release)
- String Quartet Tribute to Rob Thomas/Matchbox Twenty
- String Quartet Tribute to Weezer (Re-Release)
- String Quartet Tribute to Alanis Morrisette
- String Quartet Tribute to Led Zeppelin
- String Quartet Tribute to Simple Plan
- String Quartet Tribute to 2Pac
- String Quartet Tribute to 3 Doors Down
- String Quartet Tribute to 311
- String Quartet Tribute to A Perfect Circle
- String Quartet Tribute to Aerosmith
- String Quartet Tribute to Alicia Keys
- String Quartet Tribute to Alison Krauss
- String Quartet Tribute to Atreyu
- String Quartet Tribute to Audioslave
- String Quartet Tribute to Beyonce
- String Quartet Tribute to Billy Joel
- String Quartet Tribute to Black Sabbath
- String Quartet Tribute to Bob Dylan
- String Quartet Tribute to Bright Eyes: Beautiful In The Morning
- String Quartet Tribute to Casting Crowns
- String Quartet Tribute to Celine Dion
- String Quartet Tribute to Clay Aiken
- String Quartet Tribute to Coldplay
- String Quartet Tribute to Creed
- String Quartet Tribute to Crosby, Stills, Nash & Young
- String Quartet Tribute to The Dark Side of the Moon
- String Quartet Tribute to David Bowie
- String Quartet Tribute to David Gray
- String Quartet Tribute to Depeche Mode
- String Quartet Tribute to Diana Krall
- String Quartet Tribute to Dido
- String Quartet Tribute to Duran Duran
- String Quartet Tribute to Elliott Smith
- String Quartet Tribute to Elton John
- String Quartet Tribute to Eric Clapton
- String Quartet Tribute to Evanescence
- String Quartet Tribute to Faith Hill
- String Quartet Tribute to Fall Out Boy
- String Quartet Tribute to Fleetwood Mac
- String Quartet Tribute to Garbage
- String Quartet Tribute to Garth Brooks
- String Quartet Tribute to Godsmack
- String Quartet Tribute to Guns N' Roses
- String Quartet Tribute to Guns N' Roses(Reissue with 4 bonus tracks)
- String Quartet Tribute to Gwen Stefani
- String Quartet Tribute to Incubus
- String Quartet Tribute to Iron Maiden
- String Quartet Tribute to James Taylor
- String Quartet Tribute to Jane's Addiction
- String Quartet Tribute to Janet Jackson
- String Quartet Tribute to Jeff Buckley
- String Quartet Tribute to Jessica Simpson
- String Quartet Tribute to Jet
- String Quartet Tribute to Jewel
- String Quartet Tribute to Jimi Hendrix
- String Quartet Tribute to Jimmy Buffett
- String Quartet Tribute to John Cougar Mellencamp
- String Quartet Tribute to John Lennon
- String Quartet Tribute to KISS
- String Quartet Tribute to Led Zeppelin
- String Quartet Tribute to Led Zeppelin Vol. 2
- String Quartet Tribute to Lynyrd Skynyrd - This Sweet Home
- String Quartet Tribute to Madonna
- String Quartet Tribute to Mariah Carey
- String Quartet Tribute to Marilyn Manson
- String Quartet Tribute to The Mars Volta
- String Quartet Tribute to Massive Attack
- String Quartet Tribute to Matchbox Twenty
- String Quartet Tribute to Moby
- String Quartet Tribute to Muse
- String Quartet Tribute to New Order & Joy Division
- String Quartet Tribute to Nine Inch Nails
- String Quartet Tribute to Nine Inch Nails’ Pretty Hate Machine
- String Quartet Tribute to Nirvana
- String Quartet Tribute to Nirvana's Nevermind
- String Quartet Tribute to No Doubt
- String Quartet Tribute to Norah Jones
- String Quartet Tribute to Paul McCartney
- String Quartet Tribute to Pearl Jam
- String Quartet Tribute to Peter Gabriel
- String Quartet Tribute to Phish
- String Quartet Tribute to Pink Floyd
- String Quartet Tribute to PJ Harvey
- String Quartet Tribute to Puddle of Mudd
- String Quartet Tribute to Queen
- String Quartet Tribute to Queens of the Stone Age Vol.2
- String Quartet Tribute to R.E.M.
- String Quartet Tribute to R.E.M. Vol. 2
- String Quartet Tribute to Relient K
- String Quartet Tribute to Rod Stewart
- String Quartet Tribute to Rush’s 2112
- String Quartet Tribute to Sade
- String Quartet Tribute to Saliva
- String Quartet Tribute to Santana
- String Quartet Tribute to Sarah McLachlan
- String Quartet Tribute to Shania Twain
- String Quartet Tribute to Snow Patrol
- String Quartet Tribute to Sonic Youth
- String Quartet Tribute to Sum 41
- String Quartet Tribute to Switchfoot
- String Quartet Tribute to System of a Down
- String Quartet Tribute to System of a Down's Mezmerize
- String Quartet Tribute to The Beach Boys Pet Sounds
- String Quartet Tribute to The Beatles
- String Quartet Tribute to The Cure
- String Quartet Tribute to The Darkness
- String Quartet Tribute to The Dave Matthews Band
- String Quartet Tribute to The Dixie Chicks
- String Quartet Tribute to The Doors
- String Quartet Tribute to The Eagles
- String Quartet Tribute to The Flaming Lips
- String Quartet Tribute to The Killers
- String Quartet Tribute to The Matrix
- String Quartet Tribute to The Offspring
- String Quartet Tribute to The Pixies
- String Quartet Tribute to Red Hot Chili Peppers
- String Quartet Tribute to The Rolling Stones
- String Quartet Tribute to The Roots
- String Quartet Tribute to The Smiths
- String Quartet Tribute to The Velvet Underground & Nico
- String Quartet Tribute to The White Stripes
- String Quartet Tribute to Tim McGraw
- String Quartet Tribute to Train
- String Quartet Tribute to U2’s The Joshua Tree
- String Quartet Tribute to Van Morrison
- String Quartet Tribute to Velvet Revolver
- String Quartet Tribute to Yellowcard
- Strings For The Deaf: The String Quartet Tribute to Queens of the Stone Age
- Strung Out on Fiona Apple: A String Quartet Tribute
- Strung Out On Jagged Little Pill: The String Quartet Tribute to Alanis Morissette
- Strung Out on Kid A: The String Quartet Tribute to Radiohead
- Strung Out on OK Computer: The String Tribute to Radiohead
- Strung Out On U2: The String Quartet Tribute
- Painted Red: Strung Out on Underoath
- Strung Out: The String Quartet Sampler
- Symphonic Tribute to Prince's Purple Rain
- Tall In The Saddle: The String Quartet Tribute to George Strait
- The String Quartet Tribute to Coheed and Cambria's In Keeping Secrets of Silent Earth: 3
- Third Eye Open: The String Quartet Tribute to Tool
- Under Your Skin: The String Quartet Tribute to Maroon 5
- Violently: The String Quartet Tribute to Bjork
- Ghosts: The String Quartet Tribute to Death Cab for Cutie